# Descifrando el código
Breaking the Code (Descifrando el código, en español) es una película dramática británica dirigida por Herbert Wise, en 1996. Derek Jacobi aparece en el papel del matemático británico Alan Turing, acusado por el gobierno de su país por el delito de homosexualidad, que en ese entonces estaba prohibida.

## Reseña
La película, ambientada en Manchester, Reino Unido y basada en el libro del matemático Andrew Hodges intitulado Alan Turing: el enigma, relata la vida del matemático británico Alan Turing. El protagonista es Derek Jacobi, que en 1997 fue candidato a un Premio BAFTA como mejor actor, por esta película. El libro se incluyó, en el 2002, en la lista de los 50 libros esenciales de todos los tiempos.